# Escleroscopio
El escleroscopio es un dispositivo que permite medir la dureza elástica de los polímeros, elastómeros y gomas.
Fue creado en 1907, por Albert Ferdinand Shore.

## Composición
Se trata de un aparato formado por un tubo de cristal de unos 300 mm de altura, por cuyo interior cae un martillo de forma cónica con punta de sauco o diamante redondeada. Dicho tubo está graduado con una escala de 140 divisiones. Los números más altos en la escala indican una mayor resistencia a la indentación y, por lo tanto, materiales más duros. Los números más bajos indican menos resistencia y materiales más blandos.

## Empleo del escleroscopio
Este instrumento es utilizado para medir la dureza Shore de los polímeros, elastómeros y gomas. El cual consiste en presentar el material a ensayar sobre una superficie plana, limpia, pulida y perpendicular al instrumento. Dejando caer el martillo del escleroscopio, se mide la altura a la que rebota el proyectil. Esta depende de la cantidad de energía absorbida por el material de ensayo durante el impacto.

## Patente
- Patente de EE. UU . 1770045 , AF Shore, "Aparato para medir la dureza de los materiales", expedida 1930-07-08

- Datos: Q7434192